# جمعية جورجيا العامة
جمعية جورجيا العامة (بالإنجليزية: Georgia General Assembly)‏  هي الهيئة التشريعية لجورجيا، تتكون من المجلس الأعلى مجلس شيوخ ولاية جورجيا ، والمجلس الأدنى مجلس نواب جورجيا الذي يضم 180 مقعداً.